# Omaha Beach
Omaha Beach was de geallieerde codenaam en thans ook de lokale naam voor een van de vijf (Utah, Omaha, Gold, Juno en Sword) landingszones voor de Landing in Normandië op 6 juni 1944. Het strand is ongeveer vijf kilometer lang, van Sainte-Honorine tot Vierville-sur-Mer.

## Doelstelling
In het westelijk deel zou de Amerikaanse 29e Infanteriedivisie landen, en in het oostelijk deel de 1e Infanteriedivisie. Het belangrijkste doel was het veroveren van het gebied tussen Port-en-Bessin en de rivier de Vire, waarna zuidwaarts kon worden opgerukt in de richting van Saint-Lô.

## Aanval
De Duitsers hadden hun verdediging goed voorbereid. Overal onder de hoogwaterlijn lagen obstakels op het strand en sommige delen van het gebied, met name boven de hoogwaterlijn, waren voorzien van landmijnen. Bovendien bood het langzaam afhellende strand een prima schootsveld voor de verdedigers die zich verschansten in bunkers boven op de ruim dertig meter hoge kliffen. Aanvankelijk werd het gebied verdedigd door een samenraapsel van uit Polen en Rusland afkomstige troepen, maar vlak voor de invasie werden ze vervangen door de Duitse 352e Infanteriedivisie. Deze behoorde tot de best getrainde troepen in het gebied. Toch had Omaha Beach door de verkenningen weinig geheimen of verrassingen.
De landing op Omaha Beach leidde tot grote geallieerde verliezen. De inleidende bombardementen en beschietingen waren ontoereikend gezien de enorme omvang van de landing en hadden weinig schade aangericht. De ruwe zee verstoorde de organisatie van de landing doordat de meeste troepen op niet geplande locaties landden. Van de 29 Sherman A4-D4 DD, een drijvende tank, gingen er bij de landing 27 stuks verloren, waardoor de infanterie weinig vuursteun kreeg. De soldaten uit de landingsvaartuigen moesten tot wel honderd meter door ondiep water waden om het strand te bereiken. Volgens het oorlogsdagboek van de 1ste divisie waren alle officieren en sergeanten van de divisie binnen tien minuten na het neerlaten van de landingskleppen gewond of dood. De divisie had geen leiding meer en reageerde nergens meer op.
Na een uur bevonden de mannen zich nog steeds op het strand, in dekking tegen hevig machinegeweervuur. Bij de tweede landingsgolf kwamen enkele troepen bij strandgedeelte Dog White redelijk ongeschonden aan land. Met onder andere deze troepen wist brigadegeneraal Norman Cota om 9.00 uur de eerste grote doorbraak door de Duitse linies van Omaha Beach te forceren en een strandopgang veilig te stellen. De verdediging werd die dag op verschillende plaatsen doorbroken en de overgebleven Duitsers trokken zich op 7 juni terug naar het achterland.
De Amerikanen telden uiteindelijk meer dan drieduizend doden en gewonden, waarvan tweeduizend in de eerste uren van de invasie. Onderzoek door BBC documentairemakers in 2007 gaf aan dat deze verliezen vermoedelijk veel hoger waren en dat in de eerste achttien uur van de invasie vierenhalf- tot vijfduizend man omkwamen en gewond raakten op Omaha Beach.
Tot de troepen die op Omaha Beach landden, behoorden de schrijver Ernest Hemingway en de fotograaf Robert Capa.

## Aanvoerroute voor troepen en vracht

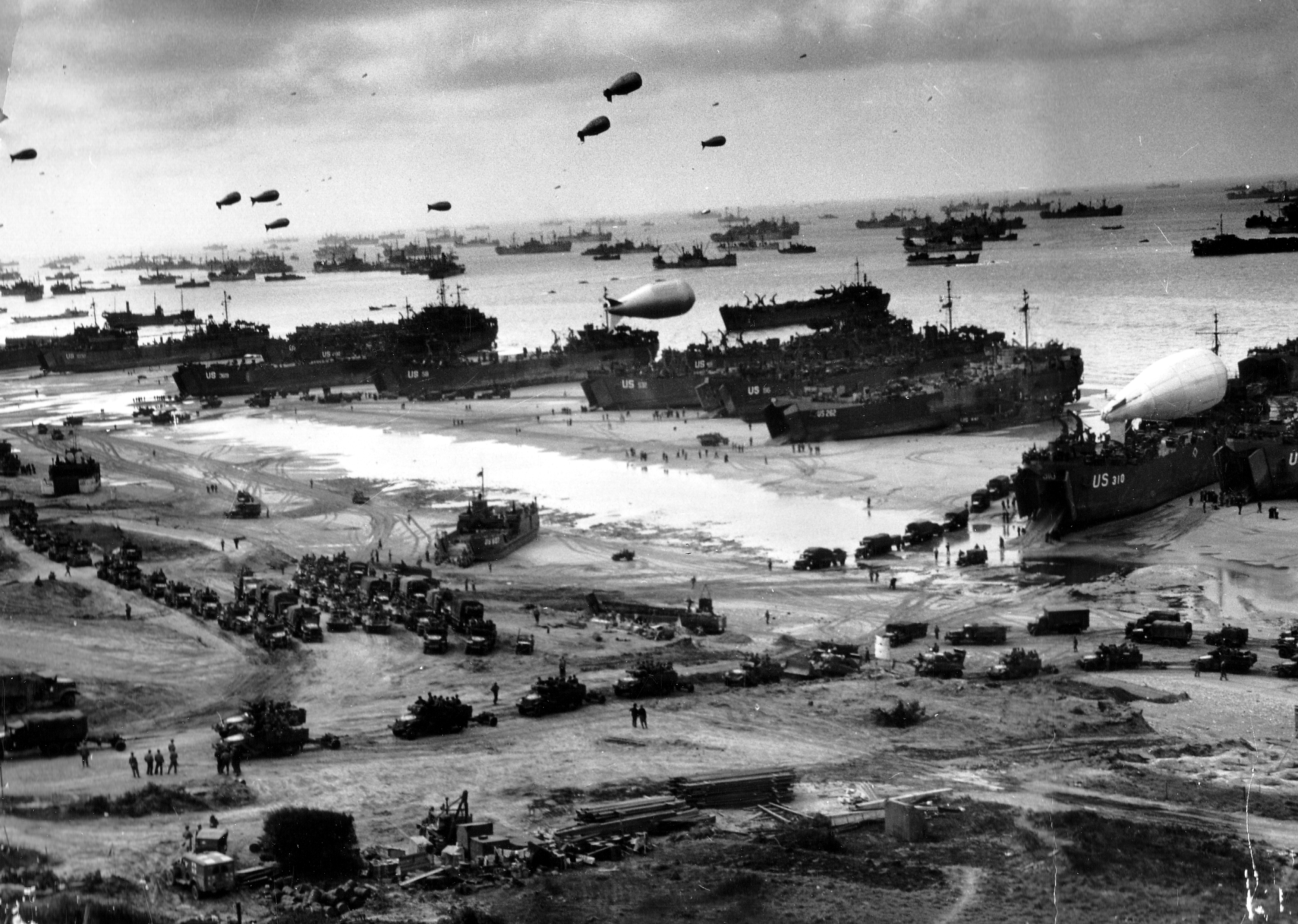
Omaha Beach in juni 1944

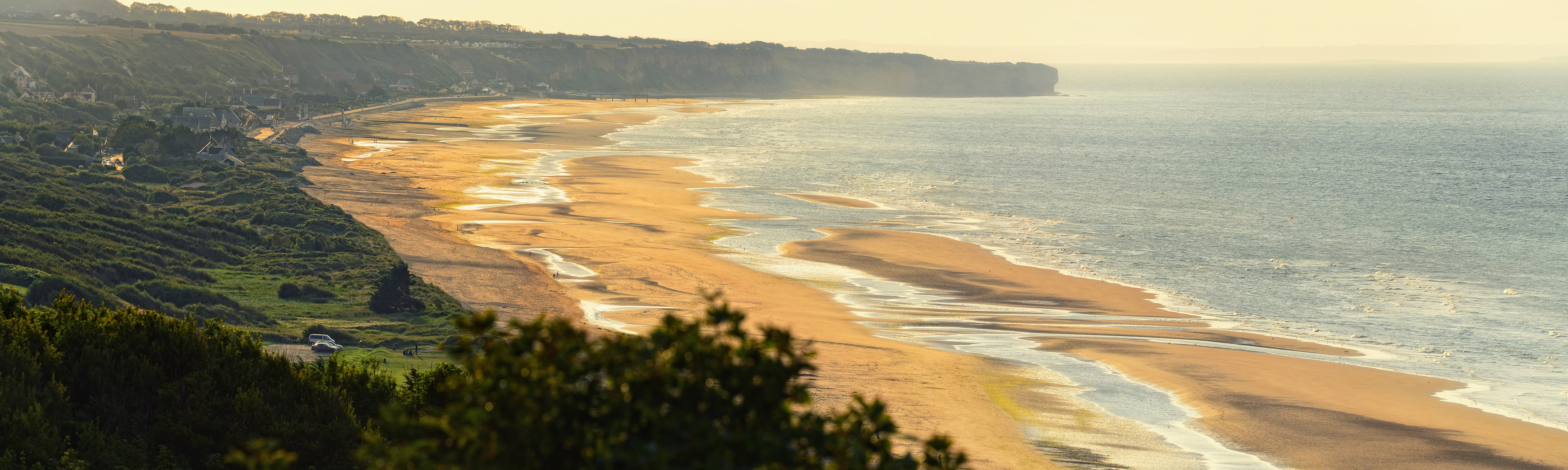
Omaha Beach in 2011

De invasie richtte zich niet direct op de verovering van havens. Het Duitse leger zou deze zwaar verdedigen en vernielingen van de faciliteiten zou de havens onbruikbaar maken. De stranden kregen hier een belangrijke logistieke rol. Bij Omaha Beach werd net als bij Arromanches een tijdelijke gebouwd. Vanaf de invasie tot het eind van de oorlog zijn ruim 800.000 manschappen en 1,3 miljoen ton vracht via Omaha Beach Frankrijk binnengekomen. Een belangrijke rol hierin hebben de landingsvaartuigen en de DUKW gespeeld. Vanaf de schepen voor de kust werd de lading gelost in deze vaartuigen die het naar het strand brachten. Een kunstmatige haven, de zogenaamde Mulberryhaven, was ook voorzien. Deze zou een capaciteit krijgen van 5.000 ton vracht en 1.440 voertuigen per dag. Op D-Day + 1 werd met de aanleg gestart en de haven was op 19 juni in gebruik. Tussen 20 en 24 juni woedde een zware storm langs de Normandische kust en de haven werd onherstelbaar vernield. Aanvoer over de stranden kreeg weer prioriteit en eind juni 1944 werd alweer bijna 15.000 ton per dag over het strand aangevoerd. In de eerste negentig dagen van de invasie werd ruim 925.000 ton over het strand van Omaha aangevoerd, oftewel gemiddeld 10.300 ton per dag. Met de verovering en opening van de Franse havens Le Havre en Rouen én de verschuiving van het front naar het oosten, nam het militaire belang van de invasiestranden voor de aanvoer van materieel af.

## Begraafplaats
Boven in de duinen achter Omaha Beach bij Colleville-sur-Mer ligt een Amerikaanse begraafplaats met voornamelijk in Normandië gesneuvelde Amerikaanse soldaten. Deze begraafplaats is in eeuwige bruikleen gegeven aan de Verenigde Staten.